# Первый мститель: Другая война (саундтрек)
«Пе́рвый мсти́тель: Друга́я война́» (оригинальный саундтрек) — музыка к фильму «Первый мститель: Другая война» (2014) от киностудии Marvel Studios, основанному на одноимённом персонаже компании Marvel Comics. Музыка была написана британским композитором Генри Джекманом. Альбом саундтреков был выпущен в качестве лейбла компанией Hollywood Records апреля 2014 года.

## Разработка
В июне 2013 года Генри Джекман официально объявил себя композитором фильма «Первый мститель: Другая война» (2014). Потратив около шести месяцев на написание музыки для фильма, Джекман записал альбом в Air Studios в Лондоне во второй половине 2013 года. О музыке Джекман сказал: «... это 50% производства и все приемы, которым я научился, проведя годы в индустрии звукозаписи, но кроме того, в нее также добавлена симфоническая, тематическая, героическая музыка, которая все сливает в одно музыкальное и, надеюсь, связное произведение».
Хотя начало фильма содержит темы Алана Сильвестри из фильма «Первый мститель» (2011), однако эти реплики отсутствуют в альбоме саундтреков.

## Трек-лист
Вся музыка написана Генри Джекманом.
| №                   | Название                                              | Артисты                                             | Длительность |
| ------------------- | ----------------------------------------------------- | --------------------------------------------------- | ------------ |
| 1.                  | «Lemurian Star»                                       |                                                     | 3:06         |
| 2.                  | «Project Insight»                                     |                                                     | 1:29         |
| 3.                  | «The Smithsonian»                                     |                                                     | 1:36         |
| 4.                  | «An Old Friend»                                       |                                                     | 3:05         |
| 5.                  | «Fury»                                                |                                                     | 4:07         |
| 6.                  | «The Winter Soldier»                                  |                                                     | 6:24         |
| 7.                  | «Fallen»                                              |                                                     | 2:51         |
| 8.                  | «Alexander Pierce»                                    |                                                     | 2:58         |
| 9.                  | «Taking a Stand»                                      |                                                     | 2:07         |
| 10.                 | «Frozen in Time»                                      |                                                     | 3:52         |
| 11.                 | «Hydra»                                               |                                                     | 6:46         |
| 12.                 | «Natasha»                                             |                                                     | 1:12         |
| 13.                 | «The Causeway»                                        |                                                     | 2:41         |
| 14.                 | «Time to Suit Up»                                     |                                                     | 2:05         |
| 15.                 | «Into the Fray»                                       |                                                     | 6:05         |
| 16.                 | «Countdown»                                           |                                                     | 4:26         |
| 17.                 | «End of the Line»                                     |                                                     | 2:51         |
| 18.                 | «Captain America»                                     |                                                     | 9:41         |
| 19.                 | «It’s Been a Long, Long Time» (Жюль Стайн, Сэмми Кан) | Гарри Джеймс и его оркестр, с участием Китти Каллен | 3:23         |
| 20.                 | «Trouble Man» (Gaye)                                  | Марвин Гэй                                          | 3:47         |
| Общая длительность: | Общая длительность:                                   | Общая длительность:                                 | 1:14:32      |

## Реакция
| Оценки критиков      | Оценки критиков |
| Источник             | Оценка          |
| -------------------- | --------------- |
| Movie Music UK       | (negative)      |
| Movie Wave           | [ 8 ]           |
| Soundtrack Geek      | 54.4/100        |
| Entertainment Junkie | 42/100          |
| Filmtracks           | [ 11 ]          |

Музыка получила чрезвычайно негативные отзывы критиков, причем большая часть критики была направлена на чрезмерное использование Джекманом электронных звуков и отсутствие тем Алана Сильвестри из саундтрека «Первый мститель» (2011).
Йорн Тилнес, писавший для Soundtrack Geek, назвал музыку «странной», заявив: «Я хотел, чтобы это была музыка Сильвестри + добавление крутости, но вместо этого я получил странность. Даже если бы счет был не таким, как ожидалось, он все равно показался бы мне странным, и мне он просто не очень нравится». Джеймс Саутхолл из Movie Wave сказал, что альбом «начинается плохо, а дальше становится намного хуже", в итоге поставив альбому оценку "нет звезд из пяти. Джонатан Брокстон из Movie Music UK назвал его «одним из самых отвратительных, лишенных тематики, эмоционально бесплодных партитур, которые я имел несчастье слышать за последние несколько лет. Слова «клише» и «обобщенный» могли быть придуманы специально для этого саундтрека, который берет все худшие аспекты современного озвучивания фильмов и усиливает их во сто крат, наслаждаясь отсутствием связных музыкальных идей, индивидуальности и музыкальной изобретательности».
Саундтрек подвергся резкой критике за сходство с творчеством композитора Ханса Циммера, при этом Брокстон заявил, что «тема Джекмана настолько невзрачна, что она может быть из любого супергероя или боевика за последние 20 лет, а также ритмы действия и ударные паттерны, которые использует Джекман. звучит как все остальные ритмы действия и перкуссионные паттерны, которые все, начиная с Ханса Циммера, использовали в течение последнего десятилетия». Саутхолл задавался вопросом: «Когда кинематографисты соберутся с духом и откажутся от такого подхода к своим фильмам — когда они скажут, что нет, спасибо, мы не хотим, чтобы вы звучали как четверосортный пародист Ханса Циммера, мы хотим, чтобы вы звучать как ты».
Каллум Хофлер из Entertainment Junkie дал отрицательную оценку, заявив: «Несмотря на великолепные моменты этой музыки, „Первый мститель: Другая война“ балуется какой-то ужасной, неумолимой музыкой, которая не заслуживает вашего времени, и что более важно, твои деньги». Он присвоил ему оценку 4,2 из 10.

### Чарты
| Чарт (2014)         | Высшая позиция |
| ------------------- | -------------- |
| США (Billboard 200) | 13             |